# Stephen Amell
Stephen Adam Amell (ur. 8 maja 1981 w Toronto) – kanadyjski aktor telewizyjny i filmowy, najlepiej znany jako tytułowy bohater Oliver Queen z serialu Arrow. Rozpoznawalność zaczął zdobywać od gościnnych występów w wielu serialach, m.in.: 90210, Pamiętniki wampirów, Prywatna praktyka czy CSI: Kryminalne zagadki Miami.

## Życiorys

### Wczesne lata
Urodził się w Toronto w Ontario w Kanadzie jako syn Sandry (z domu Bolté) i Thomasa Amellów. Jego kuzyn to aktor Robbie Amell. Uczęszczał do St. Andrew’s College w Aurora. Decyzję o zostaniu aktorem, podjął już jako nastolatek.

### Kariera
Pierwszą rolę zagrał w serialu Queer as Folk, występując tam jako instruktor spinningu. Przez niespełna 9 lat występował gościnnie w wielu serialach, tych mniej i bardziej znanych. Gdy pojawił się również gościnnie z rolą Brada w serialu Pamiętniki wampirów, stacja produkująca serial (The CW), zwróciła na niego uwagę.
W 2012 stacja The CW, rozpoczęła poszukiwania obsady do nowego serialu. Green Arrow – bo tak roboczo nazywał się projekt stacji, opowiadać miał historię mężczyzny, który zostaje odnaleziony po 5 latach na wyspie, po katastrofie morskiej. Gdy mężczyzna wraca do cywilizacji, postanawia walczyć ze złem i łapać przestępców, pod postacią superbohatera zwanego Green Arrow. Rolę pierwotnie zaproponować miano Justinowi Hartleyowi, który odgrywał tę postać w serialu Tajemnice Smallville, ale stacja postanowiła dać szansę Amellowi i wezwała go na casting.
10 października 2012 wyemitowano odcinek pilotażowy serialu Arrow. Serial zebrał pozytywne opinie odbiorców, a z odcinka na odcinek oglądalność serialu rosła. Obecnie stacja emituje 8 sezon serialu, a oglądalność wciąż się utrzymuje.
10 sierpnia 2015 r. pojawił się na Monday Night RAW. Sprowokowany przez Stardusta zaatakował go w ringu. Wraz z Neville’em stworzył tag team, który stoczył pojedynek ze Stardustem i Kingiem Barretem na SummerSlam 2015. Jednocześnie to był jego debiut w federacji WWE. Tę walkę wraz z Neville’em wygrał.

## Życie prywatne
25 grudnia 2012 poślubił swoją wieloletnią dziewczynę Cassandrę Jean. Uroczystość odbyła się w gronie bliskich na Karaibach. W czerwcu media poinformowały, że aktor i jego żona zostaną rodzicami. Ich córka Mavi Alexandra Jean Amell urodziła się 15 października 2013 roku.
Jest kuzynem aktora Robbiego Amell.

## Filmografia

### Filmy
| Rok  | Film                                                               | Rola                |
| ---- | ------------------------------------------------------------------ | ------------------- |
| 2006 | Po sąsiedzku                                                       | Buddy Harrelson     |
| 2007 | Fragmenty Tracey                                                   | Oficer Policji      |
| 2007 | Znak miłości                                                       | Teddy Gordon        |
| 2009 | Tajemnica Syriusza: Polowanie                                      | Guy                 |
| 2010 | Na Ostrzu 4: Ogień i Lód                                           | Philip Seaver       |
| 2011 | Sprawiedliwość dla Natalee Holloway (Justice for Natalee Holloway) | Joran Van Der Sloot |
| 2013 | When Calls the Heart                                               | Wynn Delaney        |
| 2016 | Wojownicze żółwie ninja: Wyjście z cienia                          | Casey Jones         |

### Seriale
| Rok       | Serial                            | Rola                       |
| --------- | --------------------------------- | -------------------------- |
| 2000      | Queer as Folk                     | Instruktor spinningu       |
| 2000      | CSI: Kryminalne zagadki Las Vegas | A.J. Gust                  |
| 2001      | Degrassi: Nowe pokolenie          | Wielki okaz                |
| 2002      | CSI: Kryminalne zagadki Miami     | Peter Truitt               |
| 2003      | Poszukiwani                       | Ian Harrington             |
| 2005      | Piękni                            | Jason                      |
| 2005      | Hotel Dante                       | Adam                       |
| 2006      | Rent-a-Goalie                     | Billy                      |
| 2007      | Prywatna praktyka                 | Scott Becker               |
| 2007      | Kink in My Hair, 'da              | Matthew                    |
| 2007      | Zaklinacze koni                   | Nick Harwell               |
| 2008      | 90210                             | Jim                        |
| 2008      | Punkt krytyczny                   | Peter Henderson            |
| 2009      | Agenci NCIS: Los Angeles          | Sierżant Andrew Weaver     |
| 2009      | Wyposażony                        | Jason                      |
| 2009      | Pamiętniki wampirów               | Brady                      |
| 2010      | Blue Mountain State               | Travis                     |
| 2011      | Jess i chłopaki                   | Kyle                       |
| 2012-2020 | Arrow                             | Oliver Queen / Green Arrow |
| 2014-2019 | Flash                             | Oliver Queen / Green Arrow |
| 2016-2020 | DC’s Legends of Tomorrow          | Oliver Queen / Green Arrow |
| 2017-2019 | Supergirl                         | Oliver Queen / Green Arrow |
| 2019      | Batwoman                          | Oliver Queen / Green Arrow |